# Vazguen Ier
Vazguen ou Vazken Ier (en arménien Վազգեն ou Վազգէն Ա.), né Levon Garabed Baljian (né à Bucarest le 20 septembre 1908, mort à Etchmiadzin le 18 août 1994) est catholicos de l'Église apostolique arménienne de 1955 à 1994.

## Biographie
Chef de la communauté apostolique arménienne de Roumanie, il s'établit après son élection en République socialiste soviétique d'Arménie, à Etchmiadzin. Durant son catholicossat, l'Arménie recouvre son indépendance à la suite de la dissolution de l'URSS.
Le catholicos, qui avait été reçu par le pape Paul VI le 9 mai 1970, meurt à Etchmiadzin en 1994, après avoir reçu la distinction de Héros national de l'Arménie, et a pour successeur Garéguine Ier.

## L'Évangile Vekhamor
En arménien, le mot vekhamaïr (au génitif : vekhamor) est l'épithète des mères des Catholicos d'Arménie : l'Évangile Vekhamor, le plus ancien manuscrit arménien conservé à ce jour, a reçu ce nom en l'honneur de la mère de Vazguen Ier, Siranouich Paloutchian, institutrice à Bucarest, décédée en 1974.